# Čedo Baćović
Čedo Baćović (Cetinje, 1952.), crnogorski književnik

## Životopis
Rodio se 1952. godine na Cetinju. Osnovnu školu i gimnaziju učio je u Vrbasu, Kraljevu i Nikšiću. U Podgorici završio Pravni fakultet 1976. godine. Objavio je dvadesetak knjiga različitog žanra (poezija, proza, aforizmi, monodrama). Dobio nagrade za kratku priču. Dobitnik književne nagrade ZALOGA (2002.). Živi i radi u Nikšiću.